# Ello
Ello là một đô thị trong tỉnh Lecco, trong vùng Lombardia của Ý, cự ly khoảng 40 km về phía đông bắc của Milan và khoảng 8 km về phía tây nam của Lecco. Tại thời điểm ngày 31 tháng 12 năm 2004, đô thị này có dân số 1.202 người và diện tích là 2,4 km².
Ello giáp các đô thị: Colle Brianza, Dolzago, Galbiate, Oggiono.